# مزنا (منطقه تابور)
مزنا (به چکی: Mezná) یک منطقهٔ مسکونی در جمهوری چک است که در منطقه تابور واقع شده‌است.
 مزنا ۵٫۰۷ کیلومتر مربع مساحت و ۱۰۷ نفر جمعیت دارد و ۴۴۳ متر بالاتر از سطح دریا واقع شده‌است.